# Ораньєдорп
Ораньєдорп (нід. Oranjedorp) — село в нідерландській провінції Дренте. Входить до муніципалітету Еммен.
Його площа становить 14,80 км², а населення станом на 2021 рік складало 435 осіб.